# 人狼村
人狼村 (じんろうむら) 
1. 池袋を本店とする人狼ゲーム・ボードゲーム・TRPG・マーダーミステリーなどで遊べる店舗。
2. iOSアプリ限定のオンライン型対面式ゲーム。本項。

人狼村 (じんろうむら) は2016年にhideaki kikoが作成したiOSアプリ限定のオンライン型対面式人狼又はワードウルフゲームである。

## 陣営と役職
村人陣営
勝利条件…すべての「人狼」が死亡する
村人
特殊な能力を持たない普通の人間。
占い師
毎夜、指定した人物が「人狼」か「村人」かを知ることができる。さらに、狐を占った場合は呪殺する。
狩人
毎夜、一人を人狼の襲撃から守ることができる。ただし、自分を守ることはできない。
霊能者
毎夜、その日に処刑された人のアイコンの周りに「人狼(赤い淵)」「村人(青い淵)」の判別ができる。
共有者
説明はまだありません
パン屋
説明はまだありません
呪術師
まだ説明はありません
人狼陣営
勝利条件…「村人陣営」の数を「人狼」の数以下にする
人狼
毎夜、指定した人物を襲撃することができる。
狂人
人狼に味方する危険な村人。ただし、誰が人狼かは知らない。人狼陣営であるが、村人としてカウントされる。
狂信者
説明はまだありません
狂呪師
まだ説明はありません

第三陣営
盗賊
説明はまだありません
狐
人狼に襲撃されても死亡しないが、占われると呪殺されてしまう。人狼にも村人にもカウントされない。勝利条件はゲーム終了時まで生き残ること
背徳者
説明はまだありません
吊るし人
説明はまだありません
処刑人
まだ説明はありません
クピド
まだ説明はありません